# Probreviceps loveridgei
Probreviceps loveridgei es una especie de anfibio anuro de la familia Brevicipitidae.

## Distribución geográfica
Esta especie es endémica de las montañas Uluguru en Tanzania. Se encuentra entre los 580 y 1500 metros sobre el nivel del mar.

## Etimología
Esta especie lleva el nombre en honor a Arthur Loveridge.

## Publicación original
- Parker, 1931: Some brevicipitid frogs from Tanganyika Territory. Annals and Magazine of Natural History, sér. 10, vol. 8, p. 261-264.[6]